# Alessandro Saša Ota

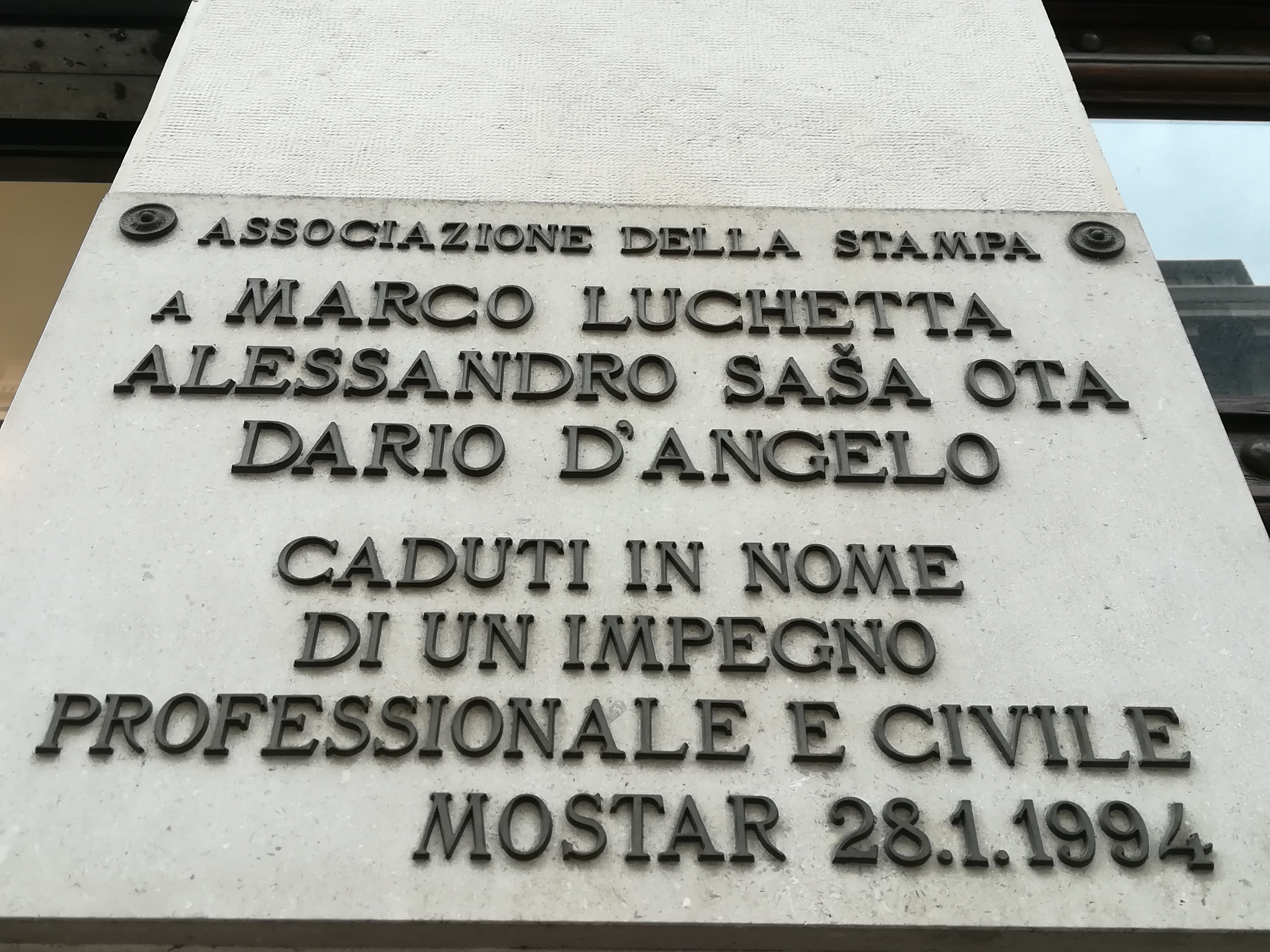
Gedenktafel in Triest

Alessandro Saša Ota (* 14. Juli 1957 in Triest; † 28. Januar 1994 in Mostar) war ein italienischer Journalist und Fotograf, der zusammen mit Marco Luchetta und Dario D’Angelo im Verlauf des Bosnienkriegs während seiner Arbeit für die Rai getötet wurde.

## Leben
Ota interessierte sich früh für die Fotografie. Mit 16 arbeitete er als Assistent eines Fotografen und begann, sich mit der Filmkamera zu befassen. Nachdem er seinen Wehrdienst absolviert hatte, arbeitete er kurz für das slowenische Wirtschaftsblatt Gospodarstvo, dann für ein Unternehmen, das Maschinen zur Holzverarbeitung exportierte, und reiste viel durch Jugoslawien. An der Universität Ljubljana begann er ein Ingenieursstudium, das er jedoch nicht abschloss. Ab 1979 arbeitete er für den italienischen öffentlich-rechtlichen Rundfunk (Rai) im Friaul. Er war auch an Kinofilmen beteiligt (Il seduttore filantropo von Gianni Lepre und Giulia e Giulia von Peter Del Monte). 1990 heiratete er Milenka Rustia, mit der er einen Sohn hatte.
Aufgrund seiner umfassenden Sprachkenntnisse (Slowenisch und Serbokroatisch), war er Rai-Korrespondent anlässlich der Wahlen in Bosnien und Herzegowina 1990, der Proteste gegen Slobodan Milošević in Belgrad 1992, und der Ablehnung des Vance-Owen-Friedensplans durch die Nationalversammlung der serbischen Republik Bosnien-Herzegowina in Pale, die in die Jugoslawienkriege mündete.

## Tod
Am 28. Januar 1994 war er zusammen mit Marco Luchetta und Dario D’Angelo in Mostar, für eine Reportage über das Leid der Kinder im Krieg. Dort fielen die drei Journalisten einer Granate zum Opfer. Das Kind, das sie in jenem Moment interviewten, wurde nur leicht verletzt.
In Gedenken an die drei Journalisten und an Miran Hrovatin (ebenfalls aus Triest) entstand die Stiftung Fondazione Luchetta Ota D’Angelo Hrovatin, die sich um die medizinische Versorgung kriegsversehrter Kinder kümmerte. 2014 wurde ein öffentlicher Garten in Triest nach den vieren benannt. Ota ist außerdem Namensgeber für die Kategorie der besten Reportage beim Premio Luchetta.

## Belege
1. ↑  Storia. Fondazione Luchetta Ota D’Angelo Hrovatin, archiviert vom Original (nicht mehr online verfügbar) am 27. Januar 2019; abgerufen am 26. Januar 2019.  Info: Der Archivlink wurde automatisch eingesetzt und noch nicht geprüft. Bitte prüfe Original- und Archivlink gemäß Anleitung und entferne dann diesen Hinweis.
2. ↑  Giornalisti: a Trieste giardino in memoria vittime Mostar. Cerimonia con Siddi e Rossi (Fnsi) per Luchetta, Ota, D’Angelo, Hrovatin. Articolo 21, liberi di…, 12. Mai 2014, abgerufen am 26. Januar 2019.
3. ↑  Premio Luchetta. Archiviert vom Original (nicht mehr online verfügbar) am 26. Januar 2019; abgerufen am 26. Januar 2019.  Info: Der Archivlink wurde automatisch eingesetzt und noch nicht geprüft. Bitte prüfe Original- und Archivlink gemäß Anleitung und entferne dann diesen Hinweis.

| Personendaten    | Personendaten                         |
| ---------------- | ------------------------------------- |
| NAME             | Ota, Alessandro Saša                  |
| KURZBESCHREIBUNG | italienischer Journalist und Fotograf |
| GEBURTSDATUM     | 14. Juli 1957                         |
| GEBURTSORT       | Triest                                |
| STERBEDATUM      | 28. Januar 1994                       |
| STERBEORT        | Mostar                                |